# Медсанбат
Медико-санитарный батальон (МСБ, МедСБ, медсанбат) — в ВС СССР формирование (отдельный батальон, воинская часть, организационная и административно-хозяйственная единица) медицинской службы тыла вооружённых сил в составе соединения (обычно дивизии), предназначенное для медицинского обеспечения личного состава соединения.

## История

### Формирование МСБ
Для того, чтобы квалифицированная медицинская помощь была максимально приближена к войскам (силам), были созданы медико-санитарные батальоны. Впервые медсанбат был включён в организационно-штатную структуру стрелковой дивизии РККА в 1935 году взамен имевшихся до этого в дивизиях трёх отрядов медицинского профиля: перевязочного, санитарно-эпидемиологического, эвакуационного. Состоял первоначально из:
- управления;
- медицинской роты (включала три взвода: сортировочно-перевязочный; хирургический; оказания помощи пораженным отравляющими веществами и больным);
- эвакуационной роты;
- санитарного взвода;
- отделения сбора легкораненых (разворачивало пункт сбора легкораненых в районе дивизионного обменного пункта);
- аптеки;
- подразделений хозяйственного обслуживания.

Опыт его применения был получен во время боевых действий у озера Хасан, на реке Халхин-Голе, в период Советско-финской войны. С учётом опыта применения штат корректировался, в частности увеличили хирургов, часть фельдшеров и санинструкторов заменили медицинскими сёстрами. Продолжалось это и во время Великой Отечественной войны, так в 1941-1942 годах были выделены в отдельный поток легкораненые и легкопоражённые (составляющие бо́льшую часть санитарных потерь), в медико-санитарном батальоне из которых оставлялись со сроками лечения от 2-3 до 10-12 суток и после оказания амбулаторной помощи из них формировались команды выздоравливающих (нуждающиеся в сроках лечения менее и более указанного соответственно лечились амбулаторно в своих подразделениях или эвакуировывались в вышестоящий этап медицинской эвакуации). Была увеличена и манёвренность батальона. В дальнейшем структура батальона имела следующий состав:
- штаб;
- медицинская рота;
- санитарно-противоэпидемический взвод;
- эвакуационно-транспортное отделение;
- отделения медико-санитарного снабжения;
- хозяйственный взвод.

Непосредственное подчинение медико-санитарного батальона — начальнику медицинской службы дивизии.
Также, в годы Великой Отечественной войны существовали ещё батальоны выздоравливающих — воинские части для амбулаторного долечивания и восстановления раненных и больных сроком до 15 суток после выписки из госпиталей. 
С начала 1980-х годов медико-санитарные батальоны были переформированы в отдельные медицинские батальоны (омедб, ОМедБ) с выведением в отдельные подразделения соединений санитарно-эпидемиологических лабораторий (СЭЛ) с непосредственным подчинением обоих начальникам медицинских служб соединений. При этом командир СЭЛ являлся заместителем начальника медицинской службы дивизии. Иногда в разговорной речи в отношении омедб употребляется устаревший термин «медсанбат».

### МСБ как этап медицинской эвакуации

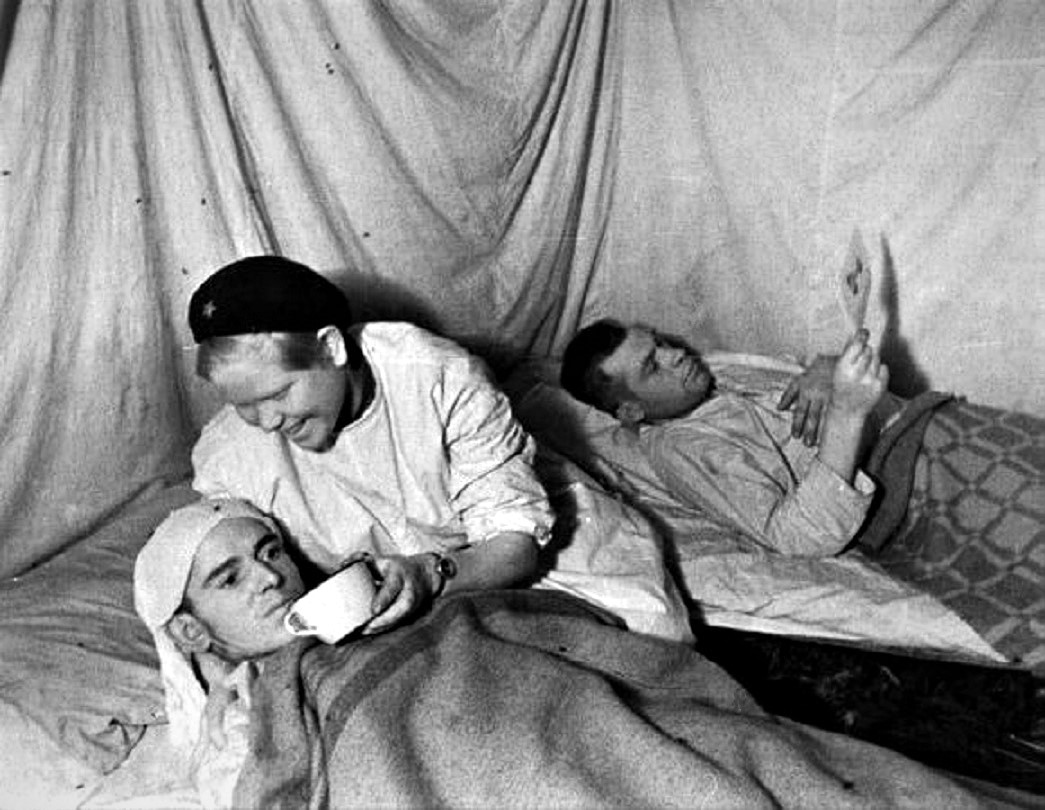
Медсанбат. Санитарка поит раненого бойца, 1941-42 годы. Фото М. Калашникова

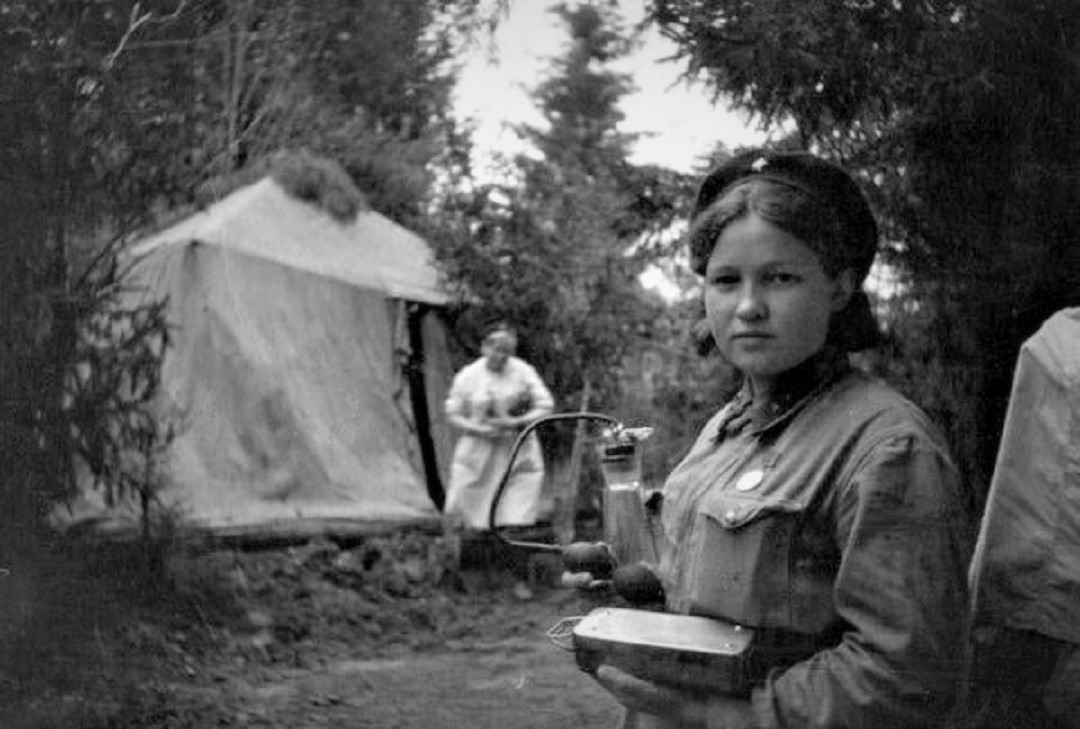
Медсанбат. В руках у медсестры стерилизатор и аппарат Боброва, 1941-42 годы. Фото М. Калашникова

Название медико-санитарный батальон использовалось изначально только применительно к воинской части, а при развёртывании этапа медицинской эвакуации назывался дивизионным медицинским пунктом (ДМП). С 1961 года, в связи с упразднением последних, название «медико-санитарный батальон» стало использоваться как применительно к части, так и в отношении этапа медицинской эвакуации.
Дивизионный медпункт во время Великой Отечественной войны обычно размещался в 6-10 километрах от передовой. Туда раненого должны были доставить в течение двенадцати часов после ранения.
В дивизионном медицинском пункте оказывалась квалифицированная медицинская помощь (хирургическая, терапевтическая), при массовом поступлении раненых и больных или во время наступлений объём оказываемой помощи сокращался до первой врачебной и при необходимости оказания квалифицированной помощи нуждающиеся эвакуировались далее в хирургический полевой госпиталь или в госпитальную базу. Так в квалифицированной помощи нуждалось до 75 % поступивших на этап, а его фактическая возможность в оказании такой помощи могла составлять 12-14 % из числа поступивших. В годы Великой Отечественной войны до 80 % раненых поступало в течение 12 часов после ранения. В структуре всех поступающих на этап 70-80 % были раненые, 20-30 % больные, во время боевых действий соотношение менялось и количество последних составляло 8-10 %. При этом общее количество поступавших на этап вне боевых операций составляло до 30 человек в сутки, а при боевых действиях высокой интенсивности увеличивалось до 500-600 человек в сутки.
На дивизионных медпунктах оперировали почти три четверти всех поступивших раненых. Однако во время наступления, при котором санитарные потери всегда были выше, в медсанбатах оперировался лишь каждый шестой или седьмой раненый из тех, кто нуждался в срочной хирургической помощи, а остальных приходилось при первой же возможности отправлять дальше, в армейский тыл, где действовали хирургические полевые подвижные госпитали. Прооперированных тяжелораненых  на санитарных поездах отправляли в тыловые эвакогоспитали. В медсанбатах задерживались только те, кто получил легкие ранения, требующие лечения в пределах 10-12 дней. Их зачисляли в сформированные при каждом медсанбате команды выздоравливающих легкораненых, каждая из которых насчитывала до 100 человек, и уже через полмесяца они возвращались в свои подразделения.
Медико-санитарный батальон как развёрнутый этап медицинской эвакуации размещается в палатках (УСБ, УСТ, лагерные) или в приспособленных помещениях.  Имеющиеся штатные санитарные транспортёры и автомобили с медицинским имуществом используются для эвакуации раненых и больных из полковых медицинских пунктов («на себя» или «через себя»), из очагов массовых санитарных потерь или придаются медицинским подразделениям частей дивизии для их усиления при сборе и эвакуации с поля боя раненых. Подразделения батальона развёртывают:
- сортировочно-эвакуационное отделение (в составе: сортировочного поста; сортировочной площадки; помещений для сортировки тяжелораненых, раненых средней тяжести, легкораненых и больных, ожидающих эвакуации; перевязочной для легкораненых)
- санитарно-эпидемиологическую лабораторию
- отделение специальной обработки
- операционно-перевязочное и противошоковое отделение (в составе: операционной; перевязочной для тяжелораненых и раненых средней тяжести; противошоковой палаты при ожоговом шоке; противошоковой палаты при травматическом шоке. Обычно операционная с предоперационной и противошоковая при травматическом шоке объединяются в единый комплекс — «треугольник Пирогова»[7].)
- госпитальное отделение (в составе: анаэробной палаты; двух изоляторов для больных разными инфекционными болезнями; клинической лаборатории; палаты для нетранспортабельных раненых и больных (агонирующих); помещения для команды выздоравливающих)
- аптеку и склад медицинского имущества
- подразделения обслуживания (продовольственный и вещевой склады, кухню со столовой)
- помещения для личного состава самого батальона

При необходимости медико-санитарный батальону придаются врачебно-сестринские бригады из отряда медицинского усиления. В процессе смены места развёртывания медико-санитарного батальона при перемещениях дивизии, поток раненых и больных переключается на отдельный медицинский отряд, выдвигаемый заранее в таком случае в район размещения дивизии вышестоящим начальником медицинской службы (армии).

### МСБ как лечебно-профилактическое учреждение
В мирное время медико-санитарный батальон выполнял функцию лечебно-профилактического учреждения для медицинского обеспечения личного состава соединения, закреплённых за ним частей и подразделений гарнизона размещения, членов семей военнослужащих. Медицинская помощь оказывалась в объёме квалифицированной (хирургическая и терапевтическая) с элементами специализированной (офтальмологическая, оториноларингологическая, дерматовенерологическая, неврологическая). Развёртывался (за исключением кадрированных) в типовых или приспособленных и дооборудованных для этого зданиях в составе:
- поликлинического отделения
- приёмного отделения
- хирургического отделения
- терапевтического отделения
- изоляторов для инфекционных больных
- рентгеновского кабинета
- физиотерапевтического кабинета
- лаборатории
- аптеки

## Предназначение омедб
Отдельный медицинский батальон является звеном в системе медицинского обеспечения войск (сил) в ходе этапного лечения. Это этап медицинской эвакуации, на котором раненым, поражённым и больным оказывают квалифицированную медицинскую помощь в период военных (боевых) действий.

### Военное время
Задачи медико-санитарного батальона в военное время:
- эвакуация пораженных (раненых) и больных из полковых медицинских пунктов или из районов массовых санитарных потерь (санинструкторами);
- оказание квалифицированной врачебной помощи в полном или сокращённом объёме, оказание первой врачебной помощи;
- подготовка раненых, поражённых и больных к эвакуации в госпитали;
- лечение легкораненых и легкобольных (со сроком излечения от 3 до 10 суток);
- проведение санитарно-гигиенических и противоэпидемических мероприятий в войсках и в полосе действий соединения;
- участие в мероприятиях по защите войск от оружия массового поражения и по ликвидации последствий его применения;
- снабжение войсковых частей и медицинских подразделений соединения медицинским имуществом;
- подготовка медицинского состава по предназначению.

#### Применение омедб
Отдельные медицинские батальоны применялись по предназначению в ряде локальных вооружëнных конфликтов. К примеру, в ходе Российско-Украинского конфликта, для оказания медицинской помощи разворачивался в частности 195 омедб.

### Мирное время
В мирное время отдельный медицинский батальон осуществляет лечебно-профилактическое обслуживание личного состава соединения, в том числе стационарное лечение, консультативную работу и военно-врачебную экспертизу, осуществляет контроль за питанием, водоснабжением, условиями труда и быта военнослужащих, гигиеной и физическим состоянием личного состава и так далее.

## Состав омедб
Для личного состава омедб характерна большая доля офицеров и прапорщиков. Это связано с тем, что большое количество штатных воинских должностей в омедб должны замещаться врачами и другими специалистами с высшим и средним специальным медицинским образованием (медсёстры, фельдшера, рентгенолог, лаборанты, аптекарь и так далее).
Типичная организационно-штатная структура омедб выглядит таким образом:
Возглавляет ОМедБ – командир (врач-организатор), который подчиняется непосредственно начальнику медицинской службы дивизии и отвечает за своевременную эвакуацию раненых и пораженных из МПП (полков) дивизии, за своевременное и качественное оказание медицинской помощи и подготовку раненых и пораженных к дальнейшей эвакуации, за воспитание и дисциплину личного состава батальона.
Отдельный медицинский батальон (ОМедБ) состоит из:
1. Управления.
2. Медицинской роты.
3. Медицинского взвода.
4. Взвода сбора и эвакуации раненых.
5. Взвода обеспечения.
6. Эвакуационно - транспортного отделения.
7. Отделения медицинского снабжения.
8. Отделения связи.

УПРАВЛЕНИЕ батальона осуществляет руководство всей деятельностью батальона, организует его работу. Состав: командир, его заместители, начальник штаба, начальник финансовой части, начальник секретной части, делопроизводитель. На оснащении имеется автомобиль с радиостанцией.
МЕДИЦИНСКАЯ РОТА – основное подразделение ОМедБ, которое предназначено развёртывания ОМедБ на местности как этапа медицинской эвакуации и организации работы функциональных подразделений по приёму, медицинской сортировке, оказанию первой врачебной и квалифицированной медицинской помощи и подготовка раненых и пораженных к эвакуации. Состав: командир медицинской роты – ведущий хирург батальона.
Подразделения:
- приёмно-сортировочный взвод – 15 чел. (в т.ч. 2 врача хирурга);
- операционно-перевязочный взвод – 22 чел. (в т. ч. 5 врачей хирургов);
- госпитальный взвод – 14 чел. (в т.ч. 2 врача терапевта);
- отделение анестезиологии и реанимации – 11 чел. (в т.ч. 2 врача-анестезиолога);
- стоматологический кабинет – 2 чел. (в т.ч. 1 врач стоматолог);
- рентгенологический кабинет – 2 чел. (в т.ч. 1 врач рентгенолог);
- клиническая лаборатория – 2 чел.

Всего в штат медицинской роты входят: 70 человек (в т.ч. 14 врачей).
МЕДИЦИНСКИЙ ВЗВОД. Командир взвода – врач-хирург, кроме него имеются: старшие ординаторы - хирург, терапевт, анестезиолог. Всего - 21 человек. Оснащение: 2 автоперевязочных (АП-2), 2 грузовых автомобиля палатки УСТ-56, радиостанция, медицинские комплекты, другое медицинское имущество. Предназначен: для самостоятельной работы в очагах воздействия ОМП; усиления полков, действующих на изолированных направлениях; временного выполнения функций МПП, вышедших из строя; в составе ОМедБ при совершении им маневра; выдвижения к рубежу небольших санитарных потерь для оказания первой врачебной и квалифицированной медицинской помощи.
ВЗВОД СБОРА И ЭВАКУАЦИИ РАНЕНЫХ предназначен для сбора, оказания раненым первой медицинской помощи, выноса и эвакуации их с поля боя в МПП. Командир взвода – фельдшер (ст. прапорщик). Взвод состоит из двух отделений, которыми командуют санитарные инструкторы (сержанты). В состав взвода входят: водители-санитары, санитары-носильщики. Оснащение: СМВ, лямки санитарные, носилки, шины, шлемы для раненых в голову, санитарные транспортёры, автомобили санитарные (АС-66). Всего во взводе 23 человека.
ВЗВОД ОБЕСПЕЧЕНИЯ предназначен для обеспечения ОМедБ материально-техническим довольствием, питанием, водоснабжением, для перевозки и хранения всех видов имущества, кроме медицинского. Взвод развёртывает: кухню-столовую, склады, электростанцию, палатки для личного состава, площадку для транспорта. Командир взвода – офицер тыловой службы. Всего 21 человек. Оснащение: автомастерская, грузовые автомобили, кухни-прицепы, электростанции, автоцистерны.
ЭВАКУАЦИОННО-ТРАНСПОРТНОЕ ОТДЕЛЕНИЕ предназначено для эвакуации раненых из ПМП в ОМедБ, для усиления транспортом частей дивизии, подвоза медицинского имущества из ОМедБ в части, перевозки личного состава и имущества ОМедБ. Имеется: автомобиль санитарный (АС-66) – 8 шт., водители-санитары – 8 (один из них старший, т.е. командир отделения).
ОТДЕЛЕНИЕ МЕДИЦИНСКОГО СНАБЖЕНИЯ предназначено для снабжения медицинским и санитарно - хозяйственным имуществом МПП частей и функциональных отделений ОМедБ. Осуществляет приём, хранение, учёт, выдачу и пополнение медицинского имущества для оказания первой врачебной помощи 1000 раненым и квалифицированной медицинской помощи 1000 раненым. Отделение развёртывает: аптеку и мед.склад. Возглавляет отделение – провизор (нач. медснабжения дивизии), кроме него в состав отделения входят: начальник аптеки (провизор), начальник склада (фармацевт/провизор), ассистент (фармацевт), санитар. Оснащение: палатки УСТ-56, стерилизатор-дистиллятор на прицепе, медицинские комплекты, медицинское имущество.
ОТДЕЛЕНИЕ СВЯЗИ предназначено для организации радиотелефонной связи. Командир отделения – старший радиотелеграфист, кроме него имеются – радиотелефонист, водитель-электрик. Оснащение: радиостанция, электростанция, автомобиль.
САНИТАРНО – ЭПИДЕМИОЛОГИЧЕСКАЯ ЛАБОРАТОРИЯ.
Командир – врач-эпидемиолог, кроме него имеются : врачи – бактериолог, токсиколог, радиолог, гигиенист, лаборант, санинструктор-дезинфектор (дезинструктор), санинструктор-дозиметрист, водители санитары. Всего 10 человек. На оснащении имеется: авто лаборатория ,, ВМЛ “, дезинфекционно-душевой автомобиль (ДДА-66), автоцистерны для воды, палатки, специальные комплекты и приборы.

ВСЕГО в ОМедБ 179 человек, в том числе: врачей – 23, фельдшеров – 6, медицинских сестёр – 51, санитарных инструкторов – 4, санитаров – 15, провизоры (фармацевты) – 3, прочие медицинские работники – 77.